# Putrescin karbamoiltransferaza
Putrescin karbamoiltransferaza (EC 2.1.3.6, ''PTCaza, putrescinska sintaza, putrescinska transkarbamilaza) je enzim sa sistematskim imenom karbamoil-fosfat:putrescin karbamoiltransferaza. Ovaj enzim katalizuje sledeću hemijsku reakciju
karbamoil fosfat + putrescin {\displaystyle \rightleftharpoons } fosfat + N-karbamoilputrescin
Ovaj biljni enzim takođe katalizuje reakcije EC 2.1.3.3, ornitin karbamoiltransferaze, EC 2.7.2.2, karbamatne kinaze i EC 3.5.3.12, agmatinske deiminaze. On deluje kao putrescinska sintaza, koja konvertuje agmatin [(4-aminobutil)guanidin] i ornitin u putrescin i citrulin, respektivno.

## Literatura
- Nicholas C. Price; Lewis Stevens (1999). Fundamentals of Enzymology: The Cell and Molecular Biology of Catalytic Proteins (Third изд.). USA: Oxford University Press. ISBN 019850229X.
- Eric J. Toone (2006). Advances in Enzymology and Related Areas of Molecular Biology, Protein Evolution (Volume 75 изд.). Wiley-Interscience. ISBN 0471205036.
- Branden C; Tooze J. Introduction to Protein Structure. New York, NY: Garland Publishing. ISBN 0-8153-2305-0.
- Irwin H. Segel. Enzyme Kinetics: Behavior and Analysis of Rapid Equilibrium and Steady-State Enzyme Systems (Book 44 изд.). Wiley Classics Library. ISBN 0471303097.

## Spoljašnje veze
- Putrescine+carbamoyltransferase на 